# Seznam léčivých rostlin, Ch–J
Toto je seznam léčivých rostlin, jejichž český název začíná písmeny CH+I+J.

CELÝ SEZNAM A-B-C-Č-D+Ď-E+F+G-H-Ch+I+J-K-L-M-N+O-P-R+Ř-S+Š-T+U-V+W+Y-Z+Ž

## CH+I+J
| Český název (další českojazyčné a lidové názvy) | Vědecký název                                       | Užívaná část                                       | Lékopisný název                                                             | Charakteristika účinků a použití                                                      | Botanické vyobrazení nebo fotka |
| --- | --------------------------------------------------- | -------------------------------------------------- | --------------------------------------------------------------------------- | ------------------------------------------------------------------------------------- | ------------------------------- |
| Chaluha bublinatá (bublinatka, mořská řasa) | Fucus vesiculosus (L.)                              | chaluha                                            | Fucus                                                                       |                                                                                       |                                 |
| Chejr vonný (chýr, žlutá fiala) | Erysimum cheiri‎ (L.) (Crantz)                       |                                                    |                                                                             |                                                                                       |                                 |
| Chinovník lékařský (arkana, febrifugum, chinin, jezuitská/chininová kůra, krardinálský/jezuitský strom)                                               | Cinchona officinalis (L.)                           | kůra                                               |                                                                             |                                                                                       |                                 |
| Chinovník pýřitý (arkana, febrifugum, chinin, jezuitská/chininová kůra, krardinálský/jezuitský strom)                                                 | Cinchona pubescens (Vahl)                           | kůra                                               | Cinchoae cortex                                                             |                                                                                       |                                 |
| Chlebovník obecný (chlebový strom) | Artocarpus altilis (Parkinson) (Fosberg)            |                                                    |                                                                             |                                                                                       |                                 |
| Chmel otáčivý | Humulus lupulus (L.)                                | chmelové šištice, chmelový prášek, čerstvé šištice | Stroboli lupuli, Lupulinum, Lupulus                                         | uklidňující při nespavosti a předrážděnosti                                           |                                 |
| Chmerek vytrvalý (žabí kolénko) | Scleranthus perennis (L.)                           |                                                    |                                                                             |                                                                                       |                                 |
| Choulivka jerišská (růže jerišská/jerichuntská, růže svaté Marie)                                                                                     | Anastatica hierochuntica (L.)                       |                                                    |                                                                             |                                                                                       |                                 |
| Chrastice rákosovitá (lesknice rákosovitá, baldingerka, kanafas, pentličky)                                                                           | Phalaris arundinacea (L.)                           |                                                    |                                                                             |                                                                                       |                                 |
| Chrastavec rolní (hlavák) | Knautia arvensis (L.) (Coult.)                      |                                                    |                                                                             |                                                                                       |                                 |
| Chrpa čekánek (čakánek, červená chrpa, hlaváč, malý jesenec, železnice)                                                                               | Centaurea scabiosa (L.)                             |                                                    |                                                                             |                                                                                       |                                 |
| Chrpa luční (chrpina, chrpa růžová) | Centaurea jacea (L.)                                |                                                    |                                                                             |                                                                                       |                                 |
| Chrpa polní (chrpa modrá, jesenec, modráček, nevaza, sinokvět, světlák))                                                                              | Centaurea cyanus (L.)                               |                                                    |                                                                             |                                                                                       |                                 |
| Chřest ostrolistý | Asparagus acutifolius                               |                                                    |                                                                             |                                                                                       |                                 |
| Chudina rolní (huseníček rolní, chudobinka) | Arabidopsis thaliana (L.) (Heynh.)                  |                                                    |                                                                             |                                                                                       |                                 |
| Chundelka obecná (chundelka metlice, metlice obecná)                                                                                                  | Apera spica-venti (L.) (P.Beauv.)                   |                                                    |                                                                             |                                                                                       |                                 |
| Chvojka klášterní (jalovec chvojka/kozácký/klášterský, chvojka klášterská/rajská/rýnská, možucha, neťata, renáta, sabina)                             | Juniperus sabina (L.)                               |                                                    |                                                                             |                                                                                       |                                 |
| Ibišek čínský/ibišek syrský | Hibiscus rosa-sinensis (L.) /Hibiscus syriacus (L.) |                                                    |                                                                             |                                                                                       |                                 |
| Ibišek jedlý (bamia, gombo, gumbo) | Abelmoschus esculentus (L.) (Moench)                |                                                    |                                                                             |                                                                                       |                                 |
| Ibišek pižmový (ambrová/pižmová zrna) | Abelmoschus moschatus (Medik.)                      |                                                    |                                                                             |                                                                                       |                                 |
| Ibišek súdánský | Hibiscus sabdariffa (L.)                            | celý kalich a kalíšek                              | Hibisci sabdariffae flosOficiální v ČL2002                                  |                                                                                       |                                 |
| Jablečník obecný (bílá buřina, samaritánka) | Marrubium vulgare (L.)                              | nať, čerstvá rostlina                              | Herba marrubii, Marrubium vulgare                                           | rozpouští hleny, podporuje činnost jater, chuť k jídlu a menstruaci                   |                                 |
| Jablkovec (karolinské/šalamounské ořechy) | Metroxylon warburgii (Becc.)                        |                                                    |                                                                             |                                                                                       | [[Soubor:\|100px]]              |
| Jabloň drobnoplodá (šípková jablíčka) | Malus baccata (L.) (Borkh.)                         |                                                    |                                                                             |                                                                                       |                                 |
| Jabloň lesní (jabloň planá) | Malus sylvestris (L.) (Mill.)                       |                                                    |                                                                             |                                                                                       |                                 |
| Jahodník chlumní (trávnice, jahoda kopeční) | Fragaria viridis (Weston)                           |                                                    |                                                                             |                                                                                       |                                 |
| Jahodník obecný (červené jahody, jahodník pospolitý, podzemek, zemnice)                                                                               | Fragaria vesca (L.)                                 |                                                    |                                                                             |                                                                                       |                                 |
| Jahodník truskavec (jahodník vyšší, bujice, kosmatka, truskavice, truskavka)                                                                          | Fragaria moschata (Weston)                          |                                                    |                                                                             |                                                                                       |                                 |
| Jalovec obecný (boleráz, borovče, borovička, brin, jalovčí, strom ohňový sandraka)                                                                    | Juniperus communis (L.)                             | jalovčinky (galbuly), silice, zahuštěná šťáva      | Fructus juniperi, Ethroleum juniperi aethericum, Succus juniperi inpissatus | rekonvalescence ledvin, podpůrný při nemocích kůže, při revmatismu a bolestech kloubů |                                 |
| Jalovec virginský (cedr červený) | Juniperus virginiana (L.)                           |                                                    |                                                                             |                                                                                       |                                 |
| Janovec metlatý (anafika, babí hněv, datalice, frýma, honzigraus, chvoště, janester, janoch, janofit, jannovčí,…, zaječí/pysk/tráva/zelí/chleba/keř…) | Cytisus scoparius (L.) (Link)                       |                                                    |                                                                             |                                                                                       |                                 |
| Jarmanka větší (hvězdovka, partáň, portáň) | Astrantia major (L.)                                |                                                    |                                                                             |                                                                                       |                                 |
| Jarva žilnatá (kosomač) | Cnidium dubium (Schkuhr) (Thell.)                   |                                                    |                                                                             |                                                                                       |                                 |
| Jasan americký (žlutodřev americký) | Zanthoxylum americanum (Mill.)                      |                                                    |                                                                             |                                                                                       |                                 |
| Jasan zimnář (jasan manový, bleskosvod, manový strom, jaseň jasin, jesen)                                                                             | Fraxinus ornus (L.)                                 | zaschlá míza z naříznutých kmenů                   | manna (oficiální v Čsl 1)                                                   | laxans                                                                                |                                 |
| Jasan ztepilý (bleskosvod, jaseň jasin, jesen) | Fraxinus excelsior (L.)                             | list, kůra z mladých dužnatých větví               | Fraxini folium,                                                             | ,mírné projímavé účinky                                                               |                                 |
| Jasmín pravý (čemín, čenín, šešmín) | Jasminum officinale (L.)                            |                                                    |                                                                             |                                                                                       |                                 |
| Jasmín arabský (čemín, čenín, šešmín) | Jasminum sambac (L.) (Ait.)                         |                                                    |                                                                             |                                                                                       |                                 |
| Jaterník trojlaločný | Anemone hepatica (L.)                               |                                                    |                                                                             |                                                                                       |                                 |
| Javor babyka | Acer campestre (L.)                                 |                                                    |                                                                             |                                                                                       |                                 |
| Javor jasanolistý (jasanojavor, pávec) | Acer negundo (L.)                                   |                                                    |                                                                             |                                                                                       |                                 |
| Javor klen (javor horský, javor horní) | Acer pseudoplatanus (L.)                            |                                                    |                                                                             |                                                                                       |                                 |
| Javor mléč (javor mléčný) | Acer platanoides (L.)                               |                                                    |                                                                             |                                                                                       |                                 |
| Javor tatarský (javor habrolistý, neklen, paklen, paklenek)                                                                                           | Acer tataricum (L.)                                 |                                                    |                                                                             |                                                                                       |                                 |
| Jazýček kozí (muďatka) | Himantoglossum hircinum (L.) (Spreng.)              |                                                    |                                                                             |                                                                                       |                                 |
| Ječmen hřívnatý (hřívnatec) | Hordeum jubatum (L.)                                |                                                    |                                                                             |                                                                                       |                                 |
| Ječmen myší (divoké obilí, myší koukol) | Hordeum glaucum (Steud.)                            |                                                    |                                                                             |                                                                                       |                                 |
| Ječmen obecný | Hordeum vulgare (L.)                                |                                                    |                                                                             |                                                                                       |                                 |
| Ječmenka evropská (řežnice, vlasatec, vousatec) | Hordelymus europaeus (L.) (Harz)                    |                                                    |                                                                             |                                                                                       |                                 |
| Jedle balzámová | Abies balsamea (L.) (Mill.)                         |                                                    |                                                                             |                                                                                       |                                 |
| Jedle stejnobarvá (jedle namodralá, jedle ojíněná) | Abies concolor (Gordon) (Glend.) (Lindl.)           |                                                    |                                                                             |                                                                                       |                                 |
| Jehlice trnitá (babí hněv, mužská láska, vochlice) | Ononis spinosa (L.)                                 | kořen, čerstvá kvetoucí rostlina                   | Radix ononidis, Ononis spinosa                                              | silné diuretické                                                                      |                                 |
| Jelení jazyk celolistý (bindas, planý traňk) | Asplenium scolopendrium (L.)                        |                                                    |                                                                             |                                                                                       |                                 |
| Jerlín japonský (letní akát) | Styphnolobium japonicum (L.) (Schott)               |                                                    |                                                                             |                                                                                       |                                 |
| Jeřáb břek (brak, břekyně, chocholatá oskeruše) | Sorbus torminalis (L.) (Crantz)                     |                                                    |                                                                             |                                                                                       |                                 |
| Jeřáb mišpulka | Sorbus chamaemespilus (L.) (Crantz)                 |                                                    |                                                                             |                                                                                       |                                 |
| Jeřáb moravský sladký | Sorbus aucuparia (L.)                               |                                                    |                                                                             |                                                                                       |                                 |
| Jeřáb muk (muk obecný, mukyně) | Sorbus aria (L.)                                    |                                                    |                                                                             |                                                                                       |                                 |
| Jeřáb ptačí (bresk, divá vřeskyně, jeřáb čižmářský, jeřábník, smržduch, sorbit,)                                                                      | Sorbus aucuparia (L.)                               |                                                    |                                                                             |                                                                                       |                                 |
| Jeřáb oskeruše (oskeruša, oskoruša, škorina škorucha, voskeruše)                                                                                      | Sorbus domestica (L.)                               |                                                    |                                                                             |                                                                                       |                                 |
| Jestřabina lékařská (kozí routa, polní štědřenec) | Galega officinalis (L.)                             | nať, čerstvá rostlina                              | Herba galegae, Galega officinalis                                           | podpůrná léčba při cukrovce, podpora laktace                                          |                                 |
| Jestřábník chlupáček (jestřábí bylina, kosmáček, listnečka, máselka, máslový květ, suchá pampeliška, zájemné koření)                                  | Hieracium pilosella (L.)                            |                                                    |                                                                             |                                                                                       |                                 |
| Jestřábník myší ouško (bylina jestřábí, myší ouško pravé)                                                                                             | Hieracium lactucella (Wallr.)                       |                                                    |                                                                             |                                                                                       |                                 |
| Jetel luční (jetel červený/kočičí/paličkový/pravý/vytrvalý, koničina, listnačka, milostná zelinka, šturek, štajerka)                                  | Trifolium pratense (L.)                             |                                                    |                                                                             |                                                                                       |                                 |
| Jetel inkarnát (jetel krvavý, letník, růžák) | Trifolium incarnatum (L.)                           |                                                    |                                                                             |                                                                                       |                                 |
| Jetel plazivý (jetel bílý/ovčí/plaňák) | Trifolium repens (L.)                               |                                                    |                                                                             |                                                                                       |                                 |
| Jetel pochybný (jetel nejmenší, jetel nitkový) | Trifolium dubium (Sibth.)                           |                                                    |                                                                             |                                                                                       |                                 |
| Jetel rolní (jetel kočičí/zaječí, zaječí ocásky/noha)                                                                                                 | Trifolium arvense (L.)                              |                                                    |                                                                             |                                                                                       |                                 |
| Jetel zvrhlý (alsyk, jetel bílý/švédský/jetelovec švédský, švédský jetel)                                                                             | Trifolium hybridum (L.)                             |                                                    |                                                                             |                                                                                       |                                 |
| Ježatka kuří noha (bér planý, ježanka, mušec, plané proso, šlapka)                                                                                    | Echinochloa crus-galli (L.) (P. Beauv)              |                                                    |                                                                             |                                                                                       |                                 |
| Jílek mámivý (jílek westerwoldský, mátoha, mátonoha, mýlek, ocaska, opilec, šmatlouch, vzteklice, zabylka)                                            | Lolium temulentum (L.)                              |                                                    |                                                                             |                                                                                       |                                 |
| Jílek oddálený (jílek lnový, jílek rolní) | Lolium remotum (Schrank)                            |                                                    |                                                                             |                                                                                       |                                 |
| Jílek vytrvalý (jílek ozimý, anglická metlice) | Lolium perenne (L.)                                 |                                                    |                                                                             |                                                                                       |                                 |
| Jílek vlašský (jílek mnohokvětý, metlice vlašská, | Lolium multiflorum (Lam.)                           |                                                    |                                                                             |                                                                                       |                                 |
| Jilm plavý (červený jilm, indiánský jilm) | Ulmus rubra (Muhl.)                                 |                                                    |                                                                             |                                                                                       |                                 |
| Jilm habrolistý (jilm polní, jelám, jilma jímel) | Ulmus minor (Mill.)                                 |                                                    |                                                                             |                                                                                       |                                 |
| Jilm vaz | Ulmus laevis (Pall.)                                |                                                    |                                                                             |                                                                                       |                                 |
| Jinan dvoulaločný (salisburye, strom dívčích vlasů)                                                                                                   | Ginkgo biloba (L.)                                  | list                                               | Ginkgo folium                                                               |                                                                                       |                                 |
| Jírovec maďal (koňský kaštan) | Aesculus hippocastanum (L.)                         |                                                    |                                                                             |                                                                                       |                                 |
| Jírovec pavie (kaštan červený) | Aesculus pavia (L.)                                 |                                                    |                                                                             |                                                                                       |                                 |
| Jitrocel blešníkový (jitrocel mámivý, blešník) | Plantago afra (L.)                                  | semeno                                             | Psyllii semen                                                               |                                                                                       |                                 |
| Jitrocel kopinatý (komeník, myší ouško, volský/psí/beraní jazyk, ranocel, skorocel, celník, hojílek...)                                               | Plantago lanceolata (L.)                            |                                                    |                                                                             |                                                                                       |                                 |
| Jitrocel písečný (chmelík) | Plantago arenaria (Waldst.) (Kit.)                  |                                                    |                                                                             |                                                                                       |                                 |
| Jitrocel prostřední | Plantago media (L.)                                 |                                                    |                                                                             |                                                                                       |                                 |
| Jitrocel vejčitý | Plantago ovata (Forssk)                             | semeno, osemení                                    | Plantaginis ovate semen, Plantaginis ovata testa                            |                                                                                       |                                 |
| Jitrocel větší (babí ucho, babka, ranocél větší) | Plantago major (L.)                                 |                                                    |                                                                             |                                                                                       |                                 |
| Jmelí bílé (listnáčové) (melí, mejlí, gmejl, omelí, mýlí)                                                                                             | Viscum album (L.)                                   | nať, čerstvé listy a plody                         | Herba visci albi, Viscum album                                              | koriguje krevní tlak                                                                  |                                 |
| Jutovník tobolkatý (bengálské/kalkatské konopí, indický len, juta)                                                                                    | Corchorus capsularis (L.)                           |                                                    |                                                                             |                                                                                       |                                 |
| Juvie ztepilá (bertolie, ořech brazilský, tuka) | Bertholletia excelsa (Humb.) (Bonpl.)               |                                                    |                                                                             |                                                                                       |                                 |